# Sender Berlin-Schöneberg
Der Sender Berlin-Schöneberg ist eine Einrichtung zur Verbreitung von UKW-Hörfunkprogrammen als Ersatz für den stillgelegten Sender auf dem Postgiroamt Kreuzberg. Als Antennenträger kommt ein Stahlfachwerkturm auf dem ehemaligen Fernmeldeamt 1 in der Winterfeldtstraße 21 im Berliner Ortsteil Schöneberg zum Einsatz. 

## Frequenzen und Programme

### Analoger Hörfunk (UKW)
Folgende Programme werden seit der Inbetriebnahme des Senders am 19. Mai 2016 abgestrahlt:
| Frequenz (MHz) | Programm                    | RDS PS | RDS PI | Regionali- sierung | ERP (kW) | Antennen- diagramm rund (ND)/ gerichtet (D) | Polari- sation horizontal (H)/ vertikal (V) |
| -------------- | --------------------------- | ------ | ------ | ------------------ | -------- | ------------------------------------------- | ------------------------------------------- |
| 88,4           | 88vier                      |        |        | –                  | 0,2      | ND                                          | H                                           |
| 91,0           | ALEX Radio                  |        |        | –                  | 0,4      | ND                                          | H                                           |
| 96,7           | Radio France Internationale |        |        | –                  | 0,8      | ND                                          | H                                           |
| 97,2           | Radio Golos Berlina 97.2 FM |        |        | –                  | 0,16     | ND                                          | H                                           |

Auf 104,1 MHz sendete bis 2017 NPR Berlin. Dann übernahm KCRW Berlin die Frequenz. Aufgrund von Einnahmeausfällen durch die COVID-19-Pandemie stellte der Sender am 13. Dezember 2020 seinen Betrieb ein. Anschließend wurde das Programm von lulu.fm Berlin ausgestrahlt. 2024 wurde der Sendebetrieb eingestellt.